# Sigmund Mogulesko
Sigmund Mogulesko (in yiddish: זעליק מאָגולעסקאָ Zelik Mogulesko; Călărași, 16 dicembre 1858 – New York, 4 febbraio 1914) è stato un cantante, attore e compositore statunitense, nato in Bessarabia e specializzato nel genere yiddish, in particolare nel teatro yiddish a New York. Il nome a volte era anche scritto come Zigmund, Siegmund, Zelig o Selig e il cognome a volte era scritto Mogulescu.
È stato una star nella prima compagnia teatrale di Abraham Goldfaden con sede a Bucarest e il drammaturgo scrisse per lui il ruolo del protagonista di Shmendrik. Mogulesko fondò presto la sua compagnia e dominò il teatro yiddish in Romania per un decennio. Dopo essere emigrato negli Stati Uniti, alla fine fondò il Rumanian Opera House nel Lower East Side di New York, uno dei più grandi locali del teatro yiddish. La Jewish Encyclopedia lo ha descritto nel 1904 come "il miglior comico sul palcoscenico yiddish... È anche conosciuto come uno dei principali compositori di musica del teatro yiddish".

## Biografia

### Primi anni e giovinezza
Sigmund Mogulesko nacque a Kalarash, Bessarabia (ora Călăraşi in Moldavia). Suo padre morì quando aveva nove anni e sua madre ricevette l'assistenza per la famiglia dalla comunità ebraica locale. In primo luogo diventò un meshoyrer (cantante del coro) nel coro del cantore Iosif Heller, e imparò a leggere la musica a prima vista. Sua madre morì nel giro di pochi anni. Prima di raggiungere l'adolescenza, veniva pagato quasi tre volte quello che prendevano gli insegnanti, per cantare nel noto coro del cantore Nisn Belzer della sinagoga di Chişinău. Poco dopo essersi trasferito a Bucarest, Romania, veniva pagato per cantare nelle chiese e nelle sinagoghe e iniziò a recitare.
Come cantante preadolescenziale, veniva pagato 60 rubli all'anno, una cifra elevata in un momento in cui lo stipendio tipico di un insegnante di scuola si aggirava intorno a circa 18 rubli all'anno. Fu presto assunto dal cantore Cuper (alias Kupfer) della sinagoga grande di Bucarest, dove fu assunto come solista. A 14 anni iniziò gli studi in conservatorio e fu un allievo premiato.
Nel 1874 Mogulesko si esibì con una compagnia di operetta francese in visita, dove incontrò Lazăr Zuckermann, Simhe Dinman e Moses Wald. I quattro si esibirono insieme per matrimoni e altre cerimonie come il Corul Izraelit ("Il coro israelita"). Continuò a cantare per la sinagoga e la domenica veniva pagato per cantare in un coro della chiesa.

### Anima della compagnia
Quando la sua voce cambiò, Mogulesko lavorò per due anni in maglieria, poi tornò a cantare per Cuper nella sinagoga, prestando servizio come direttore del coro a 18 anni. Cantò anche a matrimoni e altre feste nello stile dei cantanti di Brody e imitava noti attori di Bucarest.
Nel 1877 Abraham Goldfaden arrivò a Bucarest con la sua troupe di meno di un anno di vita, la prima compagnia teatrale yiddish professionale. Incuriosito, Mogulesko fece un provino per lui. La sua scena ispirò la commedia di Goldfaden Shmendrik, o Il matrimonio comico. Il ruolo del protagonista, scritto per Mogulesko, è il figlio di una mamma incapace; è spesso considerato il primo grande ruolo nel teatro yiddish. Si ritiene che Mogulesko abbia scritto o arrangiato parte della musica per quella commedia.
Descrivendo come Goldfaden arrivò a ingaggiare Mogulesko come attore, Nahma Sandrow osserva: "I Meshoyrerim erano musicalmente sofisticati ed erano noti per essere liberi di pensare e irriverenti. Non appena Goldfadn (sic) arrivò in città, sentì parlare di un giovane cut-up che era la vita delle feste locali, imitando scene di commedie rumene e mimando il dignitoso cantore per il quale cantava. In un anno Mogulesko era diventato il genio comico della sua generazione".
Mogulesko ha anche interpretato vari altri ruoli comici e musicali per Goldfaden, tra cui la nipote in Die Bubbe mitn Einikl (Nonna e nipote) e la protagonista in The Intrigue, o Dvoise Intrigued. Nel suo primo ruolo non comico, una commedia di August von Kotzebue, mise così in ombra la star, Israel Grodner, che Grodner lasciò per avviare la sua compagnia. Grodner presto assunse Mogulesko portandolo via Goldfaden e alla fine Mogulesko avrebbe ereditato la compagnia di Grodner. Grodner ne iniziò un'altra.

## Romania, New York e altrove
Con il suo partner Moishe Finkel, nel decennio successivo Mogulesko dominò il teatro yiddish in Romania. Il Teatro Jigniţa, la sua orchestra e Mogulesko furono lodati come paragonabili al livello del Teatro Nazionale. Esibendosi in rumeno e yiddish, Mogulesko attirava un pubblico che andava oltre la comunità ebraica. Durante questo periodo, fece esordire David Kessler in teatro.
Ad un certo punto, durante questo periodo, lui e Finkel litigarono e trascorse un'estate facendo cabaret in giardino con un quartetto da lui formato; la compagnia di Finkel non ebbe successo senza di lui e presto raggiunsero un'intesa.
Nel 1886 o 1887 Mogulesko si trasferì a New York, dove divenne subito una delle prime star del teatro yiddish nel Nuovo Mondo. In seguito fondò la Rumanian Opera House nel Lower East Side di Manhattan. La prima esibizione fu il fallimentare debutto di Goldfaden nel gennaio 1888 a New York. A New York fece conoscere Jacob Adler e Keni Liptzin il palcoscenico americano, ed entrambi divennero molto importanti.
Secondo la Jewish Encyclopedia, Mogulesko si esibì anche in Russia, "Austria" (che a quel tempo poteva significare ovunque nella Cisleithania e, molto probabilmente, significa Galizia (Europa centrale), probabilmente Leopoli, che aveva una fiorente scena teatrale) e Inghilterra.
Nel giugno 1906 Mogulesko fece un tour di successo al ritorno in Romania, riportando in vita il teatro yiddish dopo un decennio di stasi. Portò in Romania alcuni dei successi del teatro yiddish di New York, la maggior parte dei quali erano nuovi in quel luogo: Di Emigrantn ("The Emigrants"), e Yekl Baltakse di Nahum Meïr Schaikewitz, noto anche con il suo pseudonimo "Shomer", Dos Groyse Glik ("Big Luck") di Kornblatt e Der Umbakanter ("The Unknown") di Jacob Gordin.

## Matrimonio
Era sposato con Amalia Feinman, nata intorno al 1860 a Iași, in Romania. Suo padre era un tagliatore di vestiti. Studiò in una scuola elementare e sposò Mogulesko in tenera età. Successivamente si è esibita in Goldfaden's Grandmother with Grandson di Goldfaden ("The Teacher") e ha anche recitato in Flaterbursh ("Student") e Perikola.
Emigrò in America con suo marito, dove occasionalmente ebbe ruoli in teatro. Ebbero tre figli: Bessie, Julius e Leeza.

## Morte
Mogulesko morì a New York nel 1914. Gli sopravvissero sua moglie Amalie, due figlie, Bessie e Leeza e il figlio Dr. Julius Mogulesko. È sepolto nel Cimitero di Washington a Brooklyn. Il New York Times ha osservato al momento del suo funerale che: "Non c'è mai stato tra le persone di lingua inglese... un tale sfogo di simpatia per la morte di un attore sconosciuto al di fuori della sua professione".

## Reputazione
Scrivendo della compagnia di Mogulesko in Romania nel 1884, e probabilmente riferendosi alle commedie di Moses Horowitz e Joseph Lateiner, il dottor Moses Gaster era generalmente impressionato: 
Innanzitutto bisogna affermare che il teatro ebraico, attraverso i pezzi eseguiti nel suo teatro, ha effettivamente una portata educativa e morale, perché da un lato rappresenta scene della nostra storia, conosciute solo da una minuscola minoranza, rinfrescando, quindi, la memoria laica; d'altra parte ci mostra i nostri difetti, che abbiamo come tutti gli uomini, ma non tendendo a colpire la nostra stessa immoralità tendente alla cattiva volontà, ma solo con uno spirito ironico che non ci ferisce, come noi siamo feriti da rappresentazioni in altri teatri, dove l'ebreo interpreta un ruolo degradante.
Ernest Joselovitz ha scritto un'opera teatrale sulla compagnia Mogulesko, Vilna's Got a Golem, ambientata a Vilnius, in Lituania durante i pogrom del 1899. È un'opera teatrale che celebra l'importanza della compagnia di Mogulesko e l'importanza più generale del teatro yiddish, nato in Romania, in un ambiente di violenta repressione.